# Laura Mulvey
Laura Mulvey (15 de agosto de 1941) é uma crítica cinematográfica e feminista britânica. Formou-se pelo St Hilda's College, em Oxford e correntemente é professora de filmologia e estudos de mídia em Birkbeck, Universidade de Londres. Mulvey trabalhou por muitos anos no British Film Institute antes de assumir o cargo atual.

## Obras
- Visual and Other Pleasures (Language, Discourse, Society). Palgrave Macmillan, 2007. ISBN 1403992460.
- Death 24x a Second: Stillness and the Moving Image. Reaktion Books, 2006. ISBN 1861892632.
- Fetishism and Curiosity. Indiana University Press, 1996. ISBN 0253210194.
- Videodreams: Between The Cinematic And The Theatrical. Walther Konig, 2004. ISBN 3883758388.
- Citizen Kane. British Film Institute, 1993. ISBN 0851703399